# ایکدا کاتسوماسا
ایکدا کاتسوماسا (به ژاپنی: 池田 勝正 Ikeda Katsumasa) (۱۵۳۹ – ۱۵۷۸) یک دایمیو در دوره آزوچی-مومویاما در ژاپن بود. پدر او ایکدا ناگاماسا و برادر کوچکترش ایکدا توموماسا بود. در سال ۱۵۶۳، زمانی که پدرش ناگاماسا درگذشت، کاتسوماسا رهبر خاندان شد.